# Yehouda Leib Bialer
Yehouda Leib Bialer (en hébreu : יהודה לייב ביאלר) est un survivant de la Shoah devenu écrivain et poète israélien (Varsovie, 1896 - Jérusalem, 1976 ou 77).

## Éléments biographiques
Yehouda Leib Bialer nait dans une famille érudite et pieuse de Varsovie dont le père Hanokh, un Hassid d’Amshinov, est un notable communautaire. Il reçoit une éducation juive traditionnelle et générale, demeurant dans cette ville jusqu’en 1915 où il épouse Miriam Żelechowski et la rejoint à Łowicz. Il y dirige une industrie prospère, se doublant d’un important activisme dans le mouvement Mizrahi, dont il devient membre du comité central en Pologne en 1926, et dans le conseil municipal de Łowicz.
En 1939, il fuit Varsovie pour l'Ukraine mais ne peut y emmener sa femme ni son plus jeune fils Aleksander. Revenu en 1946 dans sa ville natale, il y découvre la dévastation, apprenant aussi qu’il est le seul survivant de sa famille, avec un fils Naftali et une fille Noemi. Rapidement nommé directeur du comité des communautés juives ainsi que directeur de la section scientifique de la Bibliothèque centrale de Varsovie, il s'efforce de recréer une vie culturelle, pourvoit aux besoins d'orphelinats juifs et produit parallèlement diverses élégies sur la Shoah ainsi que des monographies sur des communautés juives anéanties et une étude sur la vie juive en Pologne ; il transfère également des livres qui n’ont pas été détruits à la Bibliothèque Nationale de l’Université Hébraïque de Jérusalem.
En été 1949, il émigre dans le jeune état d’Israël où il est mandé par le rabbin Yehouda Leib Fishman Maïmon, ministre des Affaires Religieuses de l’époque, au poste de directeur du département des conseils religieux dans ledit ministère. Yehouda Leib Bialer fonde le Musée d’Art Juif dans l’Heichal Shlomo et en est le premier directeur ; il y crée une collection d’objets que l’Université Hébraïque et le gouvernement l’ont chargé, selon ses mots, de « sauver de l’Exil en Europe ». Il rejoint le conseil d’administration du musée Yad Vashem en 1956 puis la direction d’un espace d’exposition adjacent à l’académie Betzalel et enfin l’Union des Musées d’Israël.
Il reçoit en 1970 le Prix Yakir Yeroushalayim, s’éteignant six ou sept ans plus tard selon différentes sources.

## Œuvres
Y.L. Bialer est l’auteur de plusieurs ouvrages et publications dont :
- Nerot kvouïm (« Bougies éteintes »), recueil de poèmes en yiddish (Paris, 1949)
- Eshdot yamim (« Flots des jours »), recueil de poèmes en hébreu (Jérusalem, 1957)
  - Ce recueil comprend la pièce la plus célèbre de l’auteur, Èli Èli Nafshi Bekhi (« Gémis, gémis mon âme, pleure »), une élégie sur la Shoah rédigée à son retour à Varsovie, vers 1945. Composée sur le modèle d’Èli Tsion Ve-Areiha, l’une des kinot centrales de la liturgie ashkénaze pour le jeûne du 9 av, elle a été adoptée par de nombreuses congrégations ashkénazes ou mixtes en Israël[3].
Parmi les autres kinot rédigées par Y.L. Bialer figurent Èli Polin, assez proche dans son caractère d’Èli Èli Nafshi Bekhi et peut-être conçue comme une variante, et Ata ben-Adam[4].
- Min Haguenazim, bibliographie de manuscrits hébreux anciens, tome 1 (Jérusalem, 1967)
- Min Haguenazim, bibliographie de manuscrits hébreux anciens, tome 2 (Jérusalem, 1969)
- Min Haguenazim, bibliographie de manuscrits hébreux anciens, tome 3 (Jérusalem, 1974)